# North Twin
El North Twin (en inglés: North Twin, lit., 'Gemelo Norte') es una montaña canadiense en el campo de hielo Columbia, en las Rocosas canadienses, Alberta. Tiene una altitud de 3731 m s. n. m. y una prominencia de  1011 m. Es uno de los dos picos que comprenden el macizo The Twins ubicada en la esquina noreste del campo de hielo Columbia en el parque nacional Jasper, Alberta, Canadá. El pico inferior se llama South Twin (3566 m). North Twin es el tercer pico en altura en las Rocosas canadienses, después del monte Robson y monte Columbia.
El macizo tenía como nombre The Twins en 1898 por John Norman Collie y Hugh M. Stutfield. La decisión de llamar a los picos separadamente fue adoptada el 28 de febrero de 1980.
Además del North Twin y el South Twin, el macizo contiene un subpico septentrional del North Twin conocido como Twins Tower, "Torre de los Gemelos" (3.627 m). Esto queda por encima de la famosa cara norte del macizo (véase debajo), y fue nombrado en 1984. 

## Rutas
El primer ascenso del North Twin está documentado el 10 de julio de 1923 por W.S. Ladd, J.M. Thorington y Conrad Kain, a través de la cara este.
La ruta normal es un ascenso de montañismo de esquí en las laderas orientales, y es posible esquiar todo el camino hasta la cima. Puede hacerse una travesía al South Twin, aunque se recomienda un piolet para la estrecha cresta que las conecta.

## Ascensos destacados
La cara casi vertical cae más de 1500 metros desde Twins Tower hasta el río Athabasca - la verdadera cumbre del North Twin queda algo más retirada de la cima de la cara norte. La cara norte es famosa en círculos alpinísticos y ha sido ascendida solo por tres cordadas: 
- 1974 Lowe-Jones (VI 5.10 A3, 1500m), George Lowe y Chris Jones del 6 al 12 de agosto de 1974.[4]

- 1985 North Pillar ("Pilar Norte") o Blanchard/Cheesemond por Barry Blanchard y Dave Cheesmond.

- 2004 House/Prezelj por Steve House y Marko Prezelj.[5]